# Callaeum malpighioides
Callaeum malpighioides är en tvåhjärtbladig växtart som först beskrevs av Porphir Kiril Nicolai Stepanowitsch Turczaninow, och fick sitt nu gällande namn av David Mark Johnson. Callaeum malpighioides ingår i släktet Callaeum och familjen Malpighiaceae. Inga underarter finns listade i Catalogue of Life.